# Драго Вабец
Драгутин Вабец, познатији као Драго Вабец, (Загреб, 26. октобар 1950) бивши је југословенски и хрватски леви крилни нападач који је играо за селекцију СФР Југославије, Динамо Загреб и Брест. Сматра се једним од најбољих играча у историји загребачког Динама и најбољим играчем у историји ФК Бреста.
Његова породица потиче из Чаковца, Међимурска жупанија, где је и провео већину свог живота.
У октобру 2006. године, постављен је за главног тренера хрватске друголигашке екипе НК Чаковец. На тој позицији остао је до краја сезоне, али није успео да спаси клуб од испадања у нижи ранг.